# Berzelius (Mondkrater)
Berzelius ist ein Einschlagkrater auf der nordöstlichen Mondvorderseite, südöstlich des Kraters Cepheus und nordwestlich des großen Kraters Geminus. Der Wälle sind relativ stark erodiert. Der Kraterboden ist weitgehend eben.
Die Entstehungszeit des Kraters fällt in die nektarische Periode, er ist älter als das Mare Crisium.
| Buchstabe | Position           | Durchmesser | Link |
| --------- | ------------------ | ----------- | ---- |
| A         | 36,71° N, 48,84° O | 9 km        |      |
| B         | 32,29° N, 43,1° O  | 26 km       |      |
| F         | 32,81° N, 45,99° O | 12 km       |      |
| K         | 35,54° N, 47° O    | 6 km        |      |
| T         | 36,22° N, 47,94° O | 9 km        |      |
| W         | 38,13° N, 53,11° O | 6 km        |      |

Der Krater wurde 1935 von der IAU nach dem schwedischen Mediziner und Chemiker Jöns Jacob Berzelius offiziell benannt.

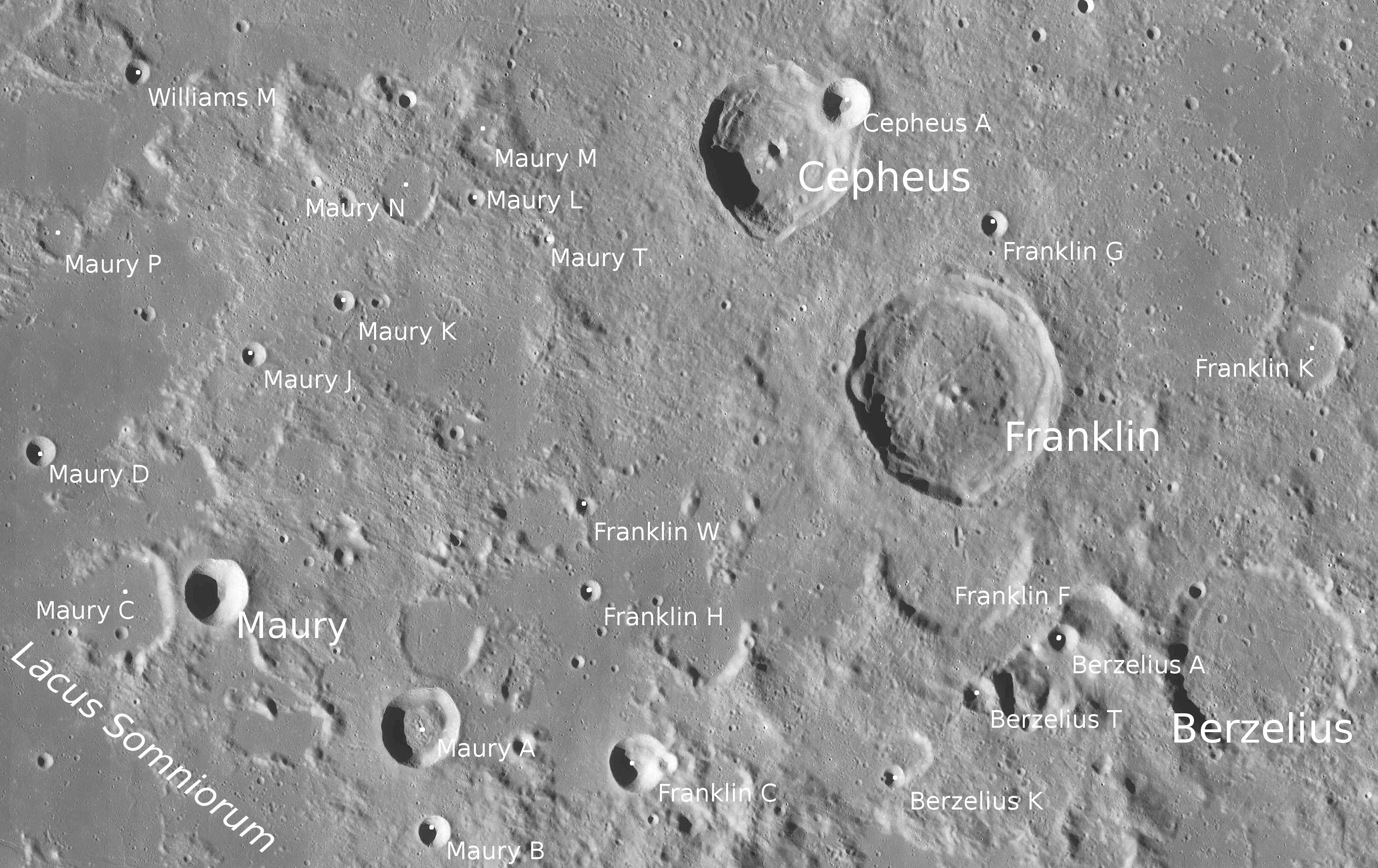
Berzelius mit Umgebung (LROC-WAC)